# Serie A2 2019-2020 (pallacanestro maschile)
La Serie A2 2019-2020 è stata la settima edizione del massimo livello dilettantistico del Campionato italiano di pallacanestro, dopo la riforma avvenuta nell'estate 2013. Il 7 aprile 2020 il campionato viene sospeso definitivamente a seguito della pandemia di COVID-19. 

## Stagione

### Novità
Al campionato prendono parte 28 squadre suddivise in due gironi paritetici, secondo divisione geografica, denominati "Est" ed "Ovest". 
A sostituire le promosse Fortitudo Bologna, Virtus Roma e Universo Treviso Basket, dalla Serie B salgono: Urania Milano, Pallacanestro Orzinuovi e Cestistica San Severo al posto dell'esclusa Amatori Pescara. Sempre dalla Serie B viene ammessa Napoli Basket con l'acquisizione da parte della società del titolo sportivo di Legnano. 
Dalla Serie A la retrocessa Auxilium Torino dichiara il fallimento societario favorendo il ripescaggio dello Sporting Club Juvecaserta. 
La neonata società Basket Torino acquisisce il titolo del Cagliari Dinamo Academy. 

### Formula
Al termine della prima fase interna per i due gironi si disputerà una fase a orologio di altre sei gare contro le squadre dell'altro girone (tre gare in casa contro quelle che seguono in classifica e tre trasferte contro quelle che precedono).
Le prime 8 dei due raggruppamenti accedono ai playoff, formando due tabelloni eliminatori da otto squadre che determineranno le due promozioni in A con quarti, semifinali e finali al meglio di cinque gare.
Playout al meglio di cinque partite tra dodicesima e tredicesima dei due gironi, le perdenti retrocederanno in B insieme alle ultime classificate di ogni girone.

### Avvenimenti
Il 7 aprile 2020, a seguito dell'emergenza dovuta alla pandemia di COVID-19, il presidente della FIP, Gianni Petrucci, dichiara conclusa la stagione sportiva 2019/2020. La stagione si chiude senza verdetti, né in ottica promozioni né tantomeno in ottica retrocessioni. Due squadre richiedono però il riposizionamento in categorie inferiori, per la precisione in Serie B: Fortitudo Agrigento e Andrea Costa Imola. Il Roseto Sharks cede il titolo sportivo alla Stella Azzurra Roma, mentre la Poderosa Montegranaro cede il titolo sportivo al Basket Chieti 1974.

## Stagione regolare

### Girone Est

#### Squadre
| Squadra             | Stagione | Città                | Palazzetto                      | Stagione precedente                         |
| ------------------- | -------- | -------------------- | ------------------------------- | ------------------------------------------- |
| Juvecaserta         | ...      | Caserta              | PalaMaggiò                      | 1ª in Serie B Girone D                      |
| Kleb Ferrara        | ...      | Ferrara              | Giuseppe Bondi Arena            | 11ª in Serie A2 Girone Est                  |
| Pall. Forlì 2.015   | ...      | Forlì                | PalaGalassi                     | 6ª in Serie A2 Girone Est                   |
| A. Costa Imola      | ...      | Imola                | PalaRuggi                       | 10ª in Serie A2 Girone Est                  |
| Pall. Mantovana     | ...      | Mantova              | Grana Padano Arena              | 7ª in Serie A2 Girone Est                   |
| Urania Milano       | ...      | Milano               | Palalido                        | 2ª in Serie B Girone B, promosso ai playoff |
| Pod. Montegranaro   | ...      | Montegranaro         | PalaSavelli (Porto San Giorgio) | 3ª in Serie A2 Girone Est                   |
| Pall. Orzinuovi     | ...      | Orzinuovi            | PalaGeorge (Montichiari)        | 1ª in Serie B Girone B, promosso ai playoff |
| U.C.C. Piacenza     | dettagli | Casalpusterlengo     | PalaBanca (Piacenza)            | 12ª in Serie A2 Girone Est                  |
| Basket Ravenna      | ...      | Ravenna              | Pala De André                   | 9ª in Serie A2 Girone Est                   |
| Pall. Roseto        | ...      | Roseto degli Abruzzi | PalaMaggetti                    | 8ª in Serie A2 Girone Est                   |
| San Severo          | ...      | San Severo           | Palasport Falcone e Borsellino  | 1ª in Serie B Girone C                      |
| Amici Pall. Udinese | ...      | Udine                | PalaCarnera                     | 5ª in Serie A2 Girone Est                   |
| Scaligera Verona    | ...      | Verona               | PalaOlimpia                     | 4ª in Serie A2 Girone Est                   |

#### Classifica
Aggiornata al 2 marzo 2020.
|  | Pos. | Squadra                                | Pt | G  | V  | P  | PtF  | PtS  | Diff. |
|  | ---- | -------------------------------------- | -- | -- | -- | -- | ---- | ---- | ----- |
|  | 1.   | OraSì Ravenna                          | 40 | 25 | 20 | 5  | 1978 | 1845 | 133   |
|  | 2.   | Unieuro Forlì                          | 34 | 24 | 17 | 7  | 1937 | 1790 | 147   |
|  | 3.   | Tezenis Verona                         | 30 | 24 | 15 | 9  | 1882 | 1755 | 127   |
|  | 4.   | Pompea Mantova                         | 30 | 25 | 15 | 10 | 1927 | 1803 | 124   |
|  | 5.   | Apu Old Wild West Udine                | 30 | 25 | 15 | 10 | 1977 | 1867 | 110   |
|  | 6.   | Feli Pharma Ferrara                    | 28 | 24 | 14 | 10 | 1901 | 1904 | -3    |
|  | 7.   | Urania Milano                          | 24 | 25 | 12 | 13 | 1948 | 1897 | 51    |
|  | 8.   | UCC Assigeco Piacenza                  | 20 | 24 | 10 | 14 | 1799 | 1878 | -79   |
|  | 9.   | Le Naturelle Imola Basket              | 20 | 24 | 10 | 14 | 1858 | 2010 | -152  |
|  | 10.  | Allianz Pazienza Cestistica San Severo | 20 | 25 | 10 | 15 | 1920 | 1997 | -77   |
|  | 11.  | XL Extralight Montegranaro             | 18 | 24 | 9  | 15 | 1928 | 1947 | -19   |
|  | 12.  | Sporting Club Juvecaserta              | 18 | 24 | 9  | 15 | 1868 | 1946 | -78   |
|  | 13.  | Sapori Veri Roseto                     | 16 | 25 | 8  | 17 | 1818 | 2006 | -188  |
|  | 14.  | Agribertocchi Orzinuovi                | 14 | 24 | 7  | 17 | 1887 | 1983 | -96   |

Legenda:
Regolamento:
Due punti a vittoria, zero a sconfitta.
Note:

#### Calendario
Aggiornato al 2 marzo 2020.
| andata (1ª) | andata (1ª) | 1ª giornata                                          | ritorno (14ª) | ritorno (14ª) |
|             |             |                                                      |               |               |
| 5 ott.      | 81-82       | Urania Milano-Allianz Pazienza Cestistica San Severo | 76-84         | 22 dic.       |
| 6 ott.      | 73-80       | Le Naturelle Imola Basket-XL Extralight Montegranaro | 90-83         | 22 dic.       |
| 6 ott.      | 85-64       | Tezenis Verona-Sporting Club Juvecaserta             | 62-64         | 22 dic.       |
| 6 ott.      | 66-81       | UCC Assigeco Piacenza-Pompea Mantova                 | 52-78         | 22 dic.       |
| 6 ott.      | 78-77       | Feli Pharma Ferrara-Agribertocchi Orzinuovi          | 93-89         | 22 dic.       |
| 6 ott.      | 74-87       | Sapori Veri Roseto-Apu Old Wild West Udine           | 61-84         | 22 dic.       |
| 6 ott.      | 70-76       | Unieuro Forlì-OraSì Ravenna                          | 73-86         | 22 dic.       |

| andata (2ª) | andata (2ª) | 2ª giornata                                                      | ritorno (15ª) | ritorno (15ª) |
|             |             |                                                                  |               |               |
| 12 ott.     | 67-84       | Agribertocchi Orzinuovi-Unieuro Forlì                            | 96-92         | 28 dic.       |
| 13 ott.     | 81-95       | Apu Old Wild West Udine-Tezenis Verona                           | 70-68         | 27 dic.       |
| 13 ott.     | 72-67       | OraSì Ravenna-Feli Pharma Ferrara                                | 88-69         | 28 dic.       |
| 13 ott.     | 112-113     | Sporting Club Juvecaserta-Sapori Veri Roseto                     | 72-84         | 28 dic.       |
| 13 ott.     | 69-71       | Pompea Mantova-Urania Milano                                     | 78-72         | 27 dic.       |
| 13 ott.     | 84-82       | Allianz Pazienza Cestistica San Severo-Le Naturelle Imola Basket | 67-78         | 28 dic.       |
| 13 ott.     | 76-78       | XL Extralight Montegranaro-UCC Assigeco Piacenza                 | 80-76         | 28 dic.       |

| andata (3ª) | andata (3ª) | 3ª giornata                                          | ritorno (16ª) | ritorno (16ª) |
|             |             |                                                      |               |               |
| 18 ott.     | 74-73       | Agribertocchi Orzinuovi-XL Extralight Montegranaro   | 93-95         | 5 gen.        |
| 19 ott.     | 68-71       | Urania Milano-Apu Old Wild West Udine                | 90-85         | 5 gen.        |
| 19 ott.     | 84-63       | Tezenis Verona-OraSì Ravenna                         | 65-69         | 5 gen.        |
| 20 ott.     | 83-74       | Feli Pharma Ferrara-Pompea Mantova                   | 69-67         | 5 gen.        |
| 20 ott.     | 89-78       | Unieuro Forlì-Allianz Pazienza Cestistica San Severo | 63-62         | 5 gen.        |
| 20 ott.     | 82-66       | Sapori Veri Roseto-Le Naturelle Imola Basket         | 62-84         | 5 gen.        |
| 20 ott.     | 68-90       | UCC Assigeco Piacenza-Sporting Club Juvecaserta      | 77-83         | 5 gen.        |

| andata (4ª) | andata (4ª) | 4ª giornata                                                    | ritorno (17ª) | ritorno (17ª) |
|             |             |                                                                |               |               |
| 26 ott.     | 71-72       | Urania Milano-Feli Pharma Ferrara                              | 71-76         | 12 gen.       |
| 27 ott.     | 97-92       | OraSì Ravenna-Sporting Club Juvecaserta                        | 85-67         | 12 gen.       |
| 27 ott.     | 85-87       | Le Naturelle Imola Basket-UCC Assigeco Piacenza                | 79-100        | 12 gen.       |
| 27 ott.     | 82-62       | Tezenis Verona-Sapori Veri Roseto                              | 84-76         | 12 gen.       |
| 27 ott.     | 90-84       | Allianz Pazienza Cestistica San Severo-Agribertocchi Orzinuovi | 83-89         | 12 gen.       |
| 27 ott.     | 75-83       | XL Extralight Montegranaro-Pompea Mantova                      | 81-78         | 12 gen.       |
| 27 ott.     | 81-69       | Apu Old Wild West Udine-Unieuro Forlì                          | 74-80         | 12 gen.       |

| andata (5ª) | andata (5ª) | 5ª giornata                                               | ritorno (18ª) | ritorno (18ª) |
|             |             |                                                           |               |               |
| 30 ott.     | 80-79       | Unieuro Forlì-Urania Milano                               | 72-70         | 15 gen.       |
| 30 ott.     | 78-74       | Agribertocchi Orzinuovi-Tezenis Verona                    | 88-90         | 15 gen.       |
| 30 ott.     | 72-76       | Sporting Club Juvecaserta-XL Extralight Montegranaro      | 74-82         | 15 gen.       |
| 30 ott.     | 83-71       | Feli Pharma Ferrara-Apu Old Wild West Udine               | 74-69         | 15 gen.       |
| 30 ott.     | 68-75       | UCC Assigeco Piacenza-OraSì Ravenna                       | 80-85         | 16 gen.       |
| 30 ott.     | 67-78       | Sapori Veri Roseto-Allianz Pazienza Cestistica San Severo | 78-79         | 29 gen.       |
| 31 ott.     | 69-74       | Pompea Mantova-Le Naturelle Imola Basket                  | 99-81         | 15 gen.       |

| andata (6ª) | andata (6ª) | 6ª giornata                                           | ritorno (19ª) | ritorno (19ª) |
|             |             |                                                       |               |               |
| 3 nov.      | 72-68       | UCC Assigeco Piacenza-Agribertocchi Orzinuovi         | 69-73         | 19 gen.       |
| 3 nov.      | 88-91       | Urania Milano-XL Extralight Montegranaro              | 85-79         | 19 gen.       |
| 3 nov.      | 96-92       | Le Naturelle Imola Basket-OraSì Ravenna               | 68-92         | 19 gen.       |
| 3 nov.      | 73-83       | Allianz Pazienza Cestistica San Severo-Tezenis Verona | 82-94         | 19 gen.       |
| 3 nov.      | 62-82       | Sapori Veri Roseto-Pompea Mantova                     | 56-77         | 22 gen.       |
| 3 nov.      | 104-90      | Unieuro Forlì-Feli Pharma Ferrara                     | 82-75         | 19 gen.       |
| 3 nov.      | 76-86       | Apu Old Wild West Udine-Sporting Club Juvecaserta     | 69-65         | 19 gen.       |

| andata (7ª) | andata (7ª) | 7ª giornata                                                | ritorno (20ª) | ritorno (20ª) |
|             |             |                                                            |               |               |
| 9 nov.      | 73-65       | OraSì Ravenna-Apu Old Wild West Udine                      | 72-82         | 26 gen.       |
| 10 nov.     | 93-87       | Feli Pharma Ferrara-Allianz Pazienza Cestistica San Severo | 77-81         | 26 gen.       |
| 10 nov.     | 65-77       | Agribertocchi Orzinuovi-Urania Milano                      | 82-92         | 25 gen.       |
| 10 nov.     | 84-94       | Sporting Club Juvecaserta-Le Naturelle Imola Basket        | 74-76         | 26 gen.       |
| 10 nov.     | 65-70       | Tezenis Verona-UCC Assigeco Piacenza                       | 81-83         | 26 gen.       |
| 10 nov.     | 78-79       | XL Extralight Montegranaro-Sapori Veri Roseto              | 71-64         | 27 gen.       |
| 10 nov.     | 92-86       | Pompea Mantova-Unieuro Forlì                               | 77-87         | 26 gen.       |

| andata (8ª) | andata (8ª) | 8ª giornata                                           | ritorno (21ª) | ritorno (21ª) |
|             |             |                                                       |               |               |
| 15 nov.     | 78-62       | Urania Milano-OraSì Ravenna                           | 78-86         | 2 feb.        |
| 16 nov.     | 87-83       | UCC Assigeco Piacenza-Feli Pharma Ferrara             | 70-76         | 2 feb.        |
| 17 nov.     | 65-77       | Le Naturelle Imola Basket-Tezenis Verona              | 70-87         | 2 feb.        |
| 17 nov.     | 87-82       | Sapori Veri Roseto-Agribertocchi Orzinuovi            | 87-94         | 2 feb.        |
| 17 nov.     | 88-75       | Apu Old Wild West Udine-XL Extralight Montegranaro    | 91-79         | 2 feb.        |
| 17 nov.     | 64-78       | Allianz Pazienza Cestistica San Severo-Pompea Mantova | 79-70         | 2 feb.        |
| 17 nov.     | 77-80       | Unieuro Forlì-Sporting Club Juvecaserta               | 83-62         | 2 feb.        |

| andata (9ª) | andata (9ª) | 9ª giornata                                                      | ritorno (22ª) | ritorno (22ª) |
|             |             |                                                                  |               |               |
| 20 nov.     | 104-72      | Apu Old Wild West Udine-Le Naturelle Imola Basket                | 84-75         | 5 feb.        |
| 20 nov.     | 81-70       | Pompea Mantova-Agribertocchi Orzinuovi                           | 78-79         | 5 feb.        |
| 20 nov.     | 81-69       | OraSì Ravenna-Sapori Veri Roseto                                 | 88-66         | 5 feb.        |
| 20 nov.     | 89-79       | Sporting Club Juvecaserta-Allianz Pazienza Cestistica San Severo | 77-86         | 6 feb.        |
| 20 nov.     | 85-72       | Tezenis Verona-Feli Pharma Ferrara                               | 76-70         | 5 feb.        |
| 20 nov.     | 86-89       | XL Extralight Montegranaro-Unieuro Forlì                         | 65-71         | 5 feb.        |
| 21 nov.     | 72-68       | Urania Milano-UCC Assigeco Piacenza                              | 87-79         | 5 feb.        |

| andata (10ª) | andata (10ª) | 10ª giornata                                         | ritorno (23ª) | ritorno (23ª) |
|              |              |                                                      |               |               |
| 23 nov.      | 73-83        | Agribertocchi Orzinuovi-Sporting Club Juvecaserta    | 83-85         | 9 feb.        |
| 24 nov.      | 83-69        | Unieuro Forlì-Tezenis Verona                         | 58-71         | 9 feb.        |
| 24 nov.      | 77-76        | Le Naturelle Imola Basket-Urania Milano              | 68-95         | 8 feb.        |
| 24 nov.      | 87-67        | UCC Assigeco Piacenza-Sapori Veri Roseto             | 77-88         | 9 feb.        |
| 24 nov.      | 77-79        | Allianz Pazienza Cestistica San Severo-OraSì Ravenna | 57-70         | 9 feb.        |
| 24 nov.      | 99-97        | Feli Pharma Ferrara-XL Extralight Montegranaro       | 79-77         | 9 feb.        |
| 24 nov.      | 86-83        | Pompea Mantova-Apu Old Wild West Udine               | 73-71         | 9 feb.        |

| andata (11ª) | andata (11ª) | 11ª giornata                                                      | ritorno (24ª) | ritorno (24ª) |
|              |              |                                                                   |               |               |
| 30 nov.      | 79-86        | Tezenis Verona-Urania Milano                                      | 81-73         | 15 feb.       |
| 1 dic.       | 81-72        | Le Naturelle Imola Basket-Feli Pharma Ferrara                     | 68-89         | 15 feb.       |
| 1 dic.       | 73-84        | Apu Old Wild West Udine-UCC Assigeco Piacenza                     | 77-56         | 16 feb.       |
| 1 dic.       | 81-74        | OraSì Ravenna-Agribertocchi Orzinuovi                             | 76-74         | 16 feb.       |
| 1 dic.       | 98-74        | XL Extralight Montegranaro-Allianz Pazienza Cestistica San Severo | 67-73         | 16 feb.       |
| 1 dic.       | 77-61        | Sporting Club Juvecaserta-Pompea Mantova                          | 66-82         | 16 feb.       |
| 1 dic.       | 56-69        | Sapori Veri Roseto-Unieuro Forlì                                  | 54-96         | 16 feb.       |

| andata (12ª) | andata (12ª) | 12ª giornata                                                   | ritorno (25ª) | ritorno (25ª) |
|              |              |                                                                |               |               |
| 7 dic.       | 73-62        | Urania Milano-Sapori Veri Roseto                               | 55-80         | 23 feb.       |
| 8 dic.       | 72-79        | Agribertocchi Orzinuovi-Le Naturelle Imola Basket              | -             | Rin.          |
| 8 dic.       | 86-89        | XL Extralight Montegranaro-Tezenis Verona                      | -             | Rin.          |
| 8 dic.       | 81-67        | Unieuro Forlì-UCC Assigeco Piacenza                            | -             | Rin.          |
| 8 dic.       | 74-75        | Pompea Mantova-OraSì Ravenna                                   | 71-68         | 23 feb.       |
| 8 dic.       | 80-83        | Allianz Pazienza Cestistica San Severo-Apu Old Wild West Udine | 66-74         | 23 feb.       |
| 8 dic.       | 94-78        | Feli Pharma Ferrara-Sporting Club Juvecaserta                  | -             | Rin.          |

| andata (13ª) | andata (13ª) | 13ª giornata                                                 | ritorno (26ª) | ritorno (26ª) |
|              |              |                                                              |               |               |
| 15 dic.      | 72-84        | Sporting Club Juvecaserta-Urania Milano                      | 79-81         | 1 mar.        |
| 15 dic.      | 77-99        | Le Naturelle Imola Basket-Unieuro Forlì                      | -             | Rin.          |
| 15 dic.      | 56-69        | Tezenis Verona-Pompea Mantova                                | -             | Rin.          |
| 15 dic.      | 78-75        | UCC Assigeco Piacenza-Allianz Pazienza Cestistica San Severo | -             | Rin.          |
| 15 dic.      | 84-63        | Apu Old Wild West Udine-Agribertocchi Orzinuovi              | -             | Rin.          |
| 15 dic.      | 87-81        | OraSì Ravenna-XL Extralight Montegranaro                     | -             | Rin.          |
| 15 dic.      | 82-68        | Sapori Veri Roseto-Feli Pharma Ferrara                       | 83-87         | 1 mar.        |

### Girone Ovest

#### Squadre
| Squadra             | Stagione | Città             | Palazzetto                                  | Stagione precedente          |
| ------------------- | -------- | ----------------- | ------------------------------------------- | ---------------------------- |
| Fortitudo Agrigento | ...      | Agrigento         | PalaMoncada                                 | 10ª in Serie A2 Girone Ovest |
| Pall. Biella        | ...      | Biella            | Biella Forum                                | 6ª in Serie A2 Girone Ovest  |
| Bergamo B. 2014     | ...      | Bergamo           | Palazzetto dello sport                      | 4ª in Serie A2 Girone Ovest  |
| Orlandina           | ...      | Capo d'Orlando    | PalaFantozzi                                | 2ª in Serie A2 Girone Ovest  |
| Junior Casale       | ...      | Casale Monferrato | PalaFerraris                                | 7ª in Serie A2 Girone Ovest  |
| Latina Basket       | ...      | Latina            | PalaBianchini                               | 8ª in Serie A2 Girone Ovest  |
| Napoli Basket       | ...      | Napoli            | PalaBarbuto                                 | 6ª in Serie B Girone D       |
| N.P.C. Rieti        | ...      | Rieti             | PalaSojourner                               | 5ª in Serie A2 Girone Ovest  |
| Eurobasket Roma     | ...      | Roma              | Palazzetto dello Sport (Cisterna di Latina) | 12ª in Serie A2 Girone Ovest |
| Scafati Basket      | ...      | Scafati           | PalaMangano                                 | 11ª in Serie A2 Girone Ovest |
| Basket Torino       | ...      | Torino            | PalaRuffini                                 | ...                          |
| Derthona Basket     | ...      | Tortona           | PalaOltrePò (Voghera)                       | 13ª in Serie A2 Girone Ovest |
| Pall. Trapani       | dettagli | Trapani           | PalaIlio                                    | 9ª in Serie A2 Girone Ovest  |
| Treviglio           | ...      | Treviglio         | PalaFacchetti                               | 3ª in Serie A2 Girone Ovest  |

#### Classifica
Aggiornata al 2 marzo 2020.
|  | Pos. | Squadra                          | Pt | G  | V  | P  | PtF  | PtS  | Diff. |
|  | ---- | -------------------------------- | -- | -- | -- | -- | ---- | ---- | ----- |
|  | 1.   | Reale Mutua Torino               | 36 | 25 | 18 | 7  | 2027 | 1850 | 177   |
|  | 2.   | MRinnovabili Agrigento           | 32 | 25 | 16 | 9  | 1967 | 1869 | 98    |
|  | 3.   | Novipiù Casale Monferrato        | 32 | 25 | 16 | 9  | 1872 | 1816 | 56    |
|  | 4.   | Edilnol Biella                   | 28 | 24 | 14 | 10 | 1837 | 1722 | 115   |
|  | 5.   | BCC Treviglio                    | 28 | 24 | 14 | 10 | 1713 | 1696 | 17    |
|  | 6.   | 2B Control Trapani               | 28 | 25 | 14 | 11 | 1826 | 1779 | 47    |
|  | 7.   | Zeus Energy Group Rieti          | 28 | 25 | 14 | 11 | 1856 | 1847 | 9     |
|  | 8.   | GeVi Napoli                      | 26 | 25 | 13 | 12 | 1784 | 1787 | -3    |
|  | 9.   | Bertram Tortona                  | 26 | 25 | 13 | 12 | 1835 | 1872 | -37   |
|  | 10.  | Givova Scafati                   | 22 | 24 | 11 | 13 | 1879 | 1834 | 45    |
|  | 11.  | Benacquista Assicurazioni Latina | 20 | 25 | 10 | 15 | 1910 | 1944 | -34   |
|  | 12.  | Eurobasket Roma                  | 14 | 24 | 7  | 17 | 1786 | 1900 | -114  |
|  | 13.  | Orlandina Basket Capo d’Orlando  | 14 | 24 | 7  | 17 | 1625 | 1812 | -187  |
|  | 14.  | Bergamo Basket                   | 10 | 24 | 5  | 19 | 1731 | 1920 | -189  |

Legenda:
Regolamento:
Due punti a vittoria, zero a sconfitta.
Note:

#### Calendario
Aggiornato al 16 febbraio 2020.
| andata (1ª) | andata (1ª) | 1ª giornata                                                      | ritorno (14ª) | ritorno (14ª) |
|             |             |                                                                  |               |               |
| 6 ott.      | 79-71       | Reale Mutua Torino-Edilnol Biella                                | 71-83         | 22 dic.       |
| 6 ott.      | 74-61       | 2B Control Trapani-BCC Treviglio                                 | 59-70         | 22 dic.       |
| 6 ott.      | 79-70       | MRinnovabili Agrigento-Novipiù Casale Monferrato                 | 76-85         | 22 dic.       |
| 6 ott.      | 65-63       | Bergamo-Givova Scafati                                           | 84-117        | 22 dic.       |
| 6 ott.      | 79-63       | Benacquista Assicurazioni Latina-Orlandina Basket Capo d’Orlando | 73-87         | 22 dic.       |
| 16 ott.     | 79-62       | Zeus Energy Group Rieti-GeVi Napoli                              | 68-79         | 22 dic.       |
| 22 ott.     | 71-76       | Eurobasket Roma-Bertram Tortona                                  | 65-66         | 22 dic.       |

| andata (2ª) | andata (2ª) | 2ª giornata                                        | ritorno (15ª) | ritorno (15ª) |
|             |             |                                                    |               |               |
| 12 ott.     | 66-52       | BCC Treviglio-Zeus Energy Group Rieti              | 63-70         | 29 dic.       |
| 13 ott.     | 81-80       | Novipiù Casale Monferrato-Eurobasket Roma          | 89-85         | 28 dic.       |
| 13 ott.     | 101-92      | Givova Scafati-2B Control Trapani                  | 88-89         | 29 dic.       |
| 13 ott.     | 92-82       | Edilnol Biella-MRinnovabili Agrigento              | 68-84         | 29 dic.       |
| 13 ott.     | 64-74       | Orlandina Basket Capo d’Orlando-Reale Mutua Torino | 85-81         | 29 dic.       |
| 13 ott.     | 84-69       | Bertram Tortona-Bergamo                            | 65-89         | 29 dic.       |
| 13 ott.     | 80-85       | GeVi Napoli-Benacquista Assicurazioni Latina       | 82-68         | 29 dic.       |

| andata (3ª) | andata (3ª) | 3ª giornata                                        | ritorno (16ª) | ritorno (16ª) |
|             |             |                                                    |               |               |
| 19 ott.     | 77-71       | Bergamo-Eurobasket Roma                            | 74-85         | 4 gen.        |
| 20 ott.     | 71-67       | Zeus Energy Group Rieti-Bertram Tortona            | 75-84         | 5 gen.        |
| 20 ott.     | 77-67       | MRinnovabili Agrigento-Givova Scafati              | 73-90         | 5 gen.        |
| 20 ott.     | 95-93       | Edilnol Biella-Benacquista Assicurazioni Latina    | 67-72         | 5 gen.        |
| 20 ott.     | 74-94       | GeVi Napoli-Novipiù Casale Monferrato              | 62-77         | 5 gen.        |
| 20 ott.     | 59-67       | 2B Control Trapani-Orlandina Basket Capo d’Orlando | 77-47         | 5 gen.        |
| 21 ott.     | 84-86       | Reale Mutua Torino-BCC Treviglio                   | 80-68         | 5 gen.        |

| andata (4ª) | andata (4ª) | 4ª giornata                                             | ritorno (17ª) | ritorno (17ª) |
|             |             |                                                         |               |               |
| 26 ott.     | 65-84       | Eurobasket Roma-2B Control Trapani                      | 61-72         | 12 gen.       |
| 26 ott.     | 66-64       | Benacquista Assicurazioni Latina-Bergamo                | 79-75         | 11 gen.       |
| 27 ott.     | 69-80       | Bertram Tortona-Reale Mutua Torino                      | 70-76         | 12 gen.       |
| 27 ott.     | 82-84       | Givova Scafati-GeVi Napoli                              | 68-75         | 10 gen.       |
| 27 ott.     | 75-73       | Orlandina Basket Capo d’Orlando-Zeus Energy Group Rieti | 56-71         | 12 gen.       |
| 27 ott.     | 74-65       | Novipiù Casale Monferrato-Edilnol Biella                | 84-69         | 12 gen.       |
| 5 dic.      | 84-75       | BCC Treviglio-MRinnovabili Agrigento                    | 75-78         | 12 gen.       |

| andata (5ª) | andata (5ª) | 5ª giornata                                              | ritorno (18ª) | ritorno (18ª) |
|             |             |                                                          |               |               |
| 30 ott.     | 78-74       | Novipiù Casale Monferrato-Bergamo                        | 68-70         | 15 gen.       |
| 30 ott.     | 66-70       | MRinnovabili Agrigento-2B Control Trapani                | 56-63         | 15 gen.       |
| 30 ott.     | 78-61       | Edilnol Biella-Bertram Tortona                           | 91-93         | 15 gen.       |
| 30 ott.     | 85-83       | Reale Mutua Torino-Eurobasket Roma                       | 92-87         | 15 gen.       |
| 30 ott.     | 92-95       | Givova Scafati-BCC Treviglio                             | 67-65         | 16 gen.       |
| 30 ott.     | 84-78       | Zeus Energy Group Rieti-Benacquista Assicurazioni Latina | 74-72         | 15 gen.       |
| 31 ott.     | 79-46       | GeVi Napoli-Orlandina Basket Capo d’Orlando              | 63-72         | 15 gen.       |

| andata (6ª) | andata (6ª) | 6ª giornata                                            | ritorno (19ª) | ritorno (19ª) |
|             |             |                                                        |               |               |
| 2 nov.      | 68-79       | Eurobasket Roma-Edilnol Biella                         | 59-91         | 19 gen.       |
| 2 nov.      | 74-80       | Bergamo-Zeus Energy Group Rieti                        | 76-86         | 19 gen.       |
| 3 nov.      | 75-83       | 2B Control Trapani-GeVi Napoli                         | 49-62         | 19 gen.       |
| 3 nov.      | 81-71       | Bertram Tortona-Givova Scafati                         | 74-82         | 19 gen.       |
| 3 nov.      | 59-68       | Orlandina Basket Capo d’Orlando-MRinnovabili Agrigento | 63-74         | 19 gen.       |
| 3 nov.      | 79-77       | Benacquista Assicurazioni Latina-Reale Mutua Torino    | 68-92         | 18 gen.       |
| 4 nov.      | 59-68       | BCC Treviglio-Novipiù Casale Monferrato                | 65-85         | 19 gen.       |

| andata (7ª) | andata (7ª) | 7ª giornata                                             | ritorno (20ª) | ritorno (20ª) |
|             |             |                                                         |               |               |
| 9 nov.      | 84-80       | Reale Mutua Torino-Bergamo                              | 98-96         | 26 gen.       |
| 10 nov.     | 78-66       | Edilnol Biella-2B Control Trapani                       | 69-73         | 26 gen.       |
| 10 nov.     | 59-81       | GeVi Napoli-BCC Treviglio                               | 58-73         | 26 gen.       |
| 10 nov.     | 81-60       | Novipiù Casale Monferrato-Bertram Tortona               | 70-74         | 26 gen.       |
| 10 nov.     | 91-71       | MRinnovabili Agrigento-Benacquista Assicurazioni Latina | 93-87         | 26 gen.       |
| 10 nov.     | 72-85       | Zeus Energy Group Rieti-Eurobasket Roma                 | 67-69         | 25 gen.       |
| 10 nov.     | 103-65      | Givova Scafati-Orlandina Basket Capo d’Orlando          | 78-72         | 26 gen.       |

| andata (8ª) | andata (8ª) | 8ª giornata                                     | ritorno (21ª) | ritorno (21ª) |
|             |             |                                                 |               |               |
| 16 nov.     | 82-91       | Eurobasket Roma-Givova Scafati                  | 72-68         | 2 feb.        |
| 16 nov.     | 80-57       | Benacquista Assicurazioni Latina-BCC Treviglio  | 65-69         | 2 feb.        |
| 16 nov.     | 56-83       | Bergamo-GeVi Napoli                             | 75-77         | 2 feb.        |
| 17 nov.     | 62-60       | 2B Control Trapani-Novipiù Casale Monferrato    | 77-52         | 2 feb.        |
| 17 nov.     | 60-57       | Bertram Tortona-Orlandina Basket Capo d’Orlando | 88-75         | 2 feb.        |
| 17 nov.     | 92-91       | MRinnovabili Agrigento-Reale Mutua Torino       | 72-86         | 2 feb.        |
| 17 nov.     | 63-73       | Zeus Energy Group Rieti-Edilnol Biella          | 64-93         | 2 feb.        |

| andata (9ª) | andata (9ª) | 9ª giornata                                               | ritorno (22ª) | ritorno (22ª) |
|             |             |                                                           |               |               |
| 20 nov.     | 83-64       | Benacquista Assicurazioni Latina-Eurobasket Roma          | 78-66         | 5 feb.        |
| 20 nov.     | 76-75       | Bertram Tortona-2B Control Trapani                        | 83-90         | 5 feb.        |
| 20 nov.     | 74-79       | Givova Scafati-Zeus Energy Group Rieti                    | 81-90         | 5 feb.        |
| 20 nov.     | 66-81       | Bergamo-MRinnovabili Agrigento                            | 65-85         | 5 feb.        |
| 20 nov.     | 68-77       | Orlandina Basket Capo d’Orlando-Novipiù Casale Monferrato | 73-88         | 5 feb.        |
| 21 nov.     | 53-60       | BCC Treviglio-Edilnol Biella                              | 79-78         | 5 feb.        |
| 4 dic.      | 77-59       | Reale Mutua Torino-GeVi Napoli                            | 57-64         | 6 feb.        |

| andata (10ª) | andata (10ª) | 10ª giornata                                        | ritorno (23ª) | ritorno (23ª) |
|              |              |                                                     |               |               |
| 23 nov.      | 81-77        | Eurobasket Roma-MRinnovabili Agrigento              | 76-89         | 9 feb.        |
| 24 nov.      | 69-64        | GeVi Napoli-Bertram Tortona                         | 79-67         | 9 feb.        |
| 24 nov.      | 64-72        | Novipiù Casale Monferrato-Givova Scafati            | 75-71         | 9 feb.        |
| 24 nov.      | 67-74        | 2B Control Trapani-Benacquista Assicurazioni Latina | 83-79         | 9 feb.        |
| 24 nov.      | 75-58        | Edilnol Biella-Bergamo                              | 89-76         | 8 feb.        |
| 24 nov.      | 71-76        | Orlandina Basket Capo d’Orlando-BCC Treviglio       | 67-74         | 9 feb.        |
| 24 nov.      | 82-75        | Zeus Energy Group Rieti-Reale Mutua Torino          | 74-79         | 9 feb.        |

| andata (11ª) | andata (11ª) | 11ª giornata                                               | ritorno (24ª) | ritorno (24ª) |
|              |              |                                                            |               |               |
| 30 nov.      | 81-77        | Eurobasket Roma-Orlandina Basket Capo d’Orlando            | 74-75         | 16 feb.       |
| 30 nov.      | 72-85        | Bergamo-2B Control Trapani                                 | 78-72         | 16 feb.       |
| 1 dic.       | 72-63        | Edilnol Biella-GeVi Napoli                                 | 60-74         | 16 feb.       |
| 1 dic.       | 82-84        | Benacquista Assicurazioni Latina-Novipiù Casale Monferrato | 76-82         | 16 feb.       |
| 1 dic.       | 69-72        | BCC Treviglio-Bertram Tortona                              | 68-67         | 16 feb.       |
| 1 dic.       | 92-81        | MRinnovabili Agrigento-Zeus Energy Group Rieti             | 76-84         | 16 feb.       |
| 1 dic.       | 79-50        | Reale Mutua Torino-Givova Scafati                          | 73-67         | 16 feb.       |

| andata (12ª) | andata (12ª) | 12ª giornata                                     | ritorno (25ª) | ritorno (25ª) |
|              |              |                                                  |               |               |
| 8 dic.       | 59-53        | Givova Scafati-Edilnol Biella                    | -             | Rin.          |
| 8 dic.       | 75-71        | BCC Treviglio-Eurobasket Roma                    | -             | Rin.          |
| 8 dic.       | 77-66        | 2B Control Trapani-Zeus Energy Group Rieti       | 63-69         | 23 feb.       |
| 8 dic.       | 83-77        | Bertram Tortona-Benacquista Assicurazioni Latina | 88-70         | 23 feb.       |
| 8 dic.       | 64-74        | GeVi Napoli-MRinnovabili Agrigento               | 68-83         | 23 feb.       |
| 8 dic.       | 67-54        | Orlandina Basket Capo d’Orlando-Bergamo          | -             | Rin.          |
| 8 dic.       | 63-85        | Novipiù Casale Monferrato-Reale Mutua Torino     | 65-76         | 23 feb.       |

| andata (13ª) | andata (13ª) | 13ª giornata                                      | ritorno (26ª) | ritorno (26ª) |  |
|              |              |                                                   |               |               |  |
| 15 dic.      | 88-74        | Edilnol Biella-Orlandina Basket Capo d’Orlando    | 68-74         | 1 mar.        |  |
| 15 dic.      | 85-82        | Eurobasket Roma-GeVi Napoli                       | 67-76         | 1 mar.        |  |
| 15 dic.      | 76-77        | Benacquista Assicurazioni Latina-Givova Scafati   | -             | Rin.          |  |
| 15 dic.      | 82-58        | Zeus Energy Group Rieti-Novipiù Casale Monferrato | -             | Rin.          |  |
| 15 dic.      | 96-73        | Reale Mutua Torino-2B Control Trapani             | 85-86         | 1 mar.        |  |
| 15 dic.      | 74-63        | MRinnovabili Agrigento-Bertram Tortona            | -             | Rin.          |  |
| 15 dic.      | 64-82        | Bergamo-BCC Treviglio                             | -             | Rin.          |  |

## Play-out
I play-out si disputano al meglio di cinque partite tra dodicesima e tredicesima di ciascun due gironi (dodicesima est contro tredicesima ovest e dodicesima ovest contro tredicesima est), le perdenti retrocederanno in Serie B per la stagione 2020-2021 insieme alle ultime classificate dei due gironi.

## Play-off
Tutti i turni dei play-off si disputano al meglio delle cinque gare, con Gara 1, Gara 2 ed eventuale Gara 5 giocate in casa della squadra che ha ottenuto la migliore classifica al termine della fase di qualificazione.
La vincente di ciascun tabellone dei play-off sarà promossa in Serie A per la stagione 2020-2021.

### Tabellone
|  | Quarti di finale | Quarti di finale | Quarti di finale |  |  | Semifinali | Semifinali | Semifinali |  |  | Finale | Finale | Finale |
|  |                  |                  |                  |  |  |            |            |            |  |  |        |        |        |
|  | 1E               |                  |                  |  |  |            |            |            |  |  |        |        |        |
|  | 8O               |                  |                  |  |  |            |            |            |  |  |        |        |        |
|  |                  |                  |                  |  |  |            |            |            |  |  |        |        |        |
|  |                  |                  |                  |  |  |            |            |            |  |  |        |        |        |
|  |                  |                  |                  |  |  |            |            |            |  |  |        |        |        |
|  | 4O               |                  |                  |  |  |            |            |            |  |  |        |        |        |
|  |                  |                  |                  |  |  |            |            |            |  |  |        |        |        |
|  | 5E               |                  |                  |  |  |            |            |            |  |  |        |        |        |
|  |                  |                  |                  |  |  |            |            |            |  |  |        |        |        |
|  |                  |                  |                  |  |  |            |            |            |  |  |        |        |        |
|  | 3E               |                  |                  |  |  |            |            |            |  |  |        |        |        |
|  | 6O               |                  |                  |  |  |            |            |            |  |  |        |        |        |
|  |                  |                  |                  |  |  |            |            |            |  |  |        |        |        |
|  |                  |                  |                  |  |  |            |            |            |  |  |        |        |        |
|  |                  |                  |                  |  |  |            |            |            |  |  |        |        |        |
|  | 2O               |                  |                  |  |  |            |            |            |  |  |        |        |        |
|  |                  |                  |                  |  |  |            |            |            |  |  |        |        |        |
|  | 7E               |                  |                  |  |  |            |            |            |  |  |        |        |        |

|  | Quarti di finale | Quarti di finale | Quarti di finale |  |  | Semifinali | Semifinali | Semifinali |  |  | Finale | Finale | Finale |
|  |                  |                  |                  |  |  |            |            |            |  |  |        |        |        |
|  | 1O               |                  |                  |  |  |            |            |            |  |  |        |        |        |
|  | 8E               |                  |                  |  |  |            |            |            |  |  |        |        |        |
|  |                  |                  |                  |  |  |            |            |            |  |  |        |        |        |
|  |                  |                  |                  |  |  |            |            |            |  |  |        |        |        |
|  |                  |                  |                  |  |  |            |            |            |  |  |        |        |        |
|  | 4E               |                  |                  |  |  |            |            |            |  |  |        |        |        |
|  |                  |                  |                  |  |  |            |            |            |  |  |        |        |        |
|  | 5O               |                  |                  |  |  |            |            |            |  |  |        |        |        |
|  |                  |                  |                  |  |  |            |            |            |  |  |        |        |        |
|  |                  |                  |                  |  |  |            |            |            |  |  |        |        |        |
|  | 3O               |                  |                  |  |  |            |            |            |  |  |        |        |        |
|  | 6E               |                  |                  |  |  |            |            |            |  |  |        |        |        |
|  |                  |                  |                  |  |  |            |            |            |  |  |        |        |        |
|  |                  |                  |                  |  |  |            |            |            |  |  |        |        |        |
|  |                  |                  |                  |  |  |            |            |            |  |  |        |        |        |
|  | 2E               |                  |                  |  |  |            |            |            |  |  |        |        |        |
|  |                  |                  |                  |  |  |            |            |            |  |  |        |        |        |
|  | 7O               |                  |                  |  |  |            |            |            |  |  |        |        |        |

## Campione Serie A2

### Finale
Il titolo di Campione d'Italia Serie A2 FIP si sarebbe dovuto assegnare in una doppia sfida di andata (7 giugno 2020) e ritorno (10 giugno 2020), a somma di punti, tra le prime classificate dei rispettivi gironi.